# Camp Reine Astrid

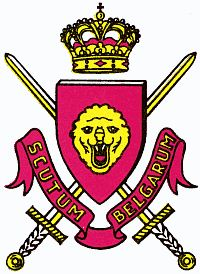
Blason des Forces armées belges en Allemagne

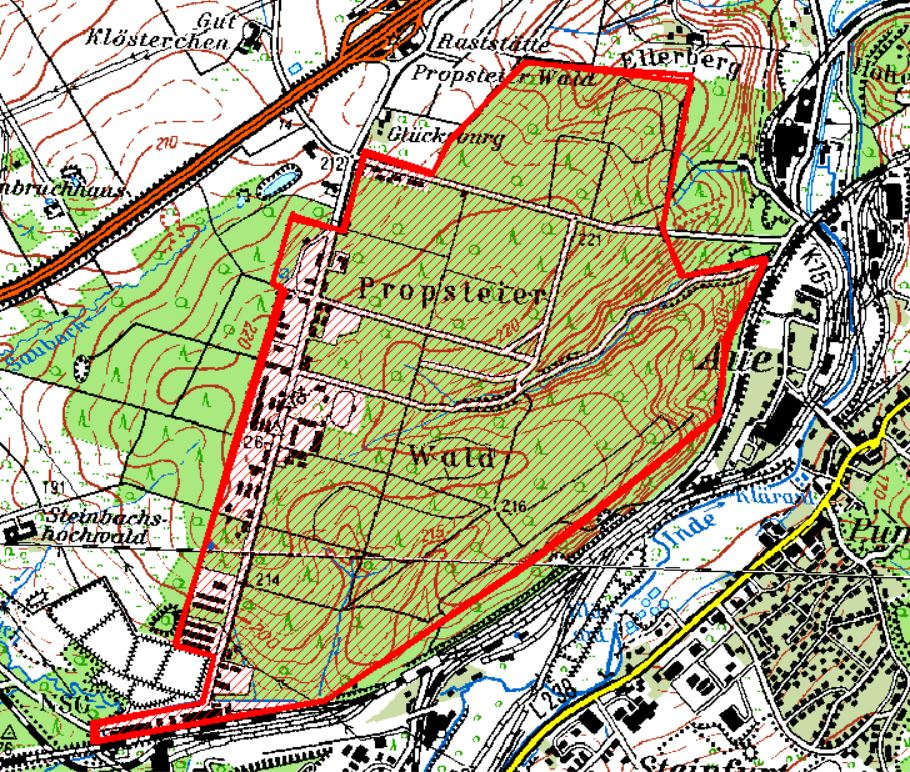

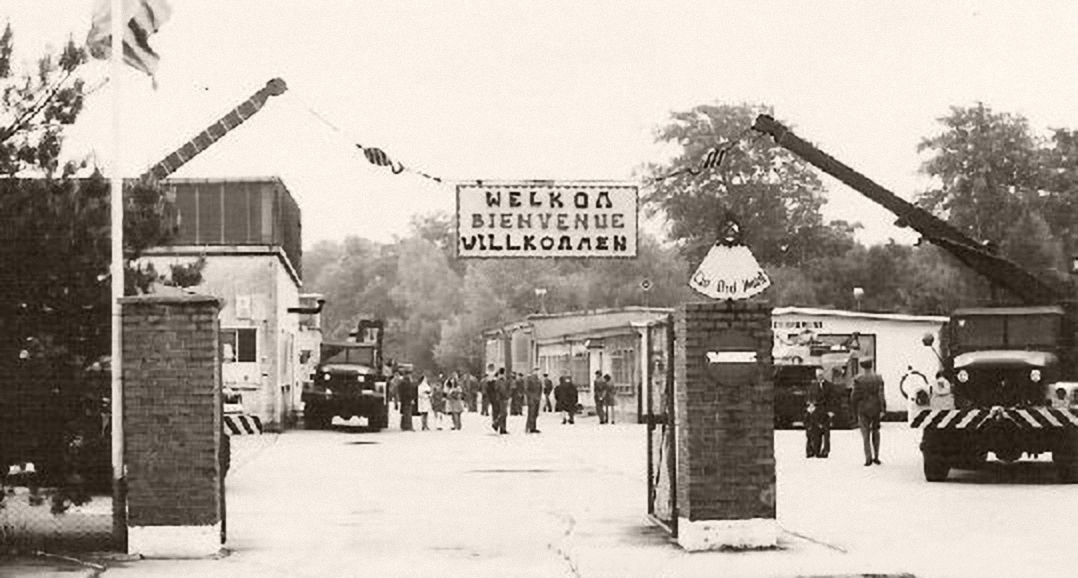
Le camp Reine Astrid en 1969, lors d'une journée portes ouvertes

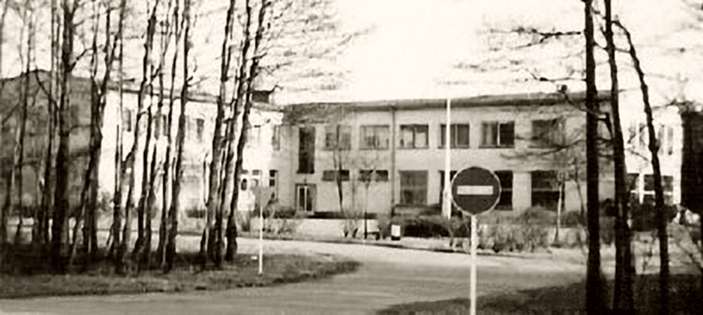
Le mess des officiers, 1969

Camp Reine Astrid est le nom d'une ancienne caserne belge qui a été érigée après la Seconde Guerre mondiale par les forces occupantes belges en 1948 sur un territoire de 37 hectares à Propsteier Wald, un bois faisant partie des villes d'Eschweiler et de Stolberg dans l'ancien Landkreis d'Aix-la-Chapelle (actuellement Région urbaine d'Aix-la-Chapelle). Le nom officiel était quartier Reine Astrid en français et Kwartier Koningin Astrid en néerlandais – en hommage à la quatrième reine belge Astrid de Suède. Le caserne constituait alors une zone extraterritoriale. L'affectation de la caserne était le dépôt logistique et de munitions. La clôture qui entoure la caserne avait une longueur d'environ 10 km, enfermant une superficie de 350 hectares.

## Base militaire des Forces belges en Allemagne

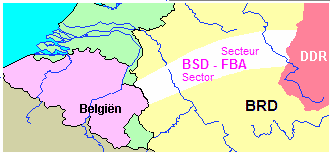
Carte du corridor des Forces belges en Allemagne (FBA)

Dans le camp Reine Astrid stationnaient depuis le 1er janvier 1971 les unités logistiques et le personnel du 29e bataillon logistique des Forces belges en Allemagne. Le 29e bataillon logistique résulte de la fusion de deux unités dissoutes, le 21e et le 29e bataillon Ordonnance.
Le dépôt de munitions était physiquement séparé du reste du camp par une clôture. Les munitions du dépôt étaient destinées aux bataillons belges stationnés en Allemagne. Jusqu'à 1 200 militaires étaient stationnés en même temps dans le camp et le dépôt.
Aux alentours d'Eschweiler il y avait d'autres institutions appartenant au premier Corps d'armée belge, à Aix-la-Chapelle (Brandt), Merzbruck, Düren et Vogelsang.
Les FBA détiennent dans leur corridor de Aix-la-Chapelle à Cassel de nombreuses autres garnisons : Weiden (quartier général du premier Corps d'armée belge), Aix-la-Chapelle-Hitfeld, Aix-la-Chapelle-Brand, Merzbrück, Düren, Euskirchen, Cologne, Köln-Dellbrück, Köln-Longerich, Köln-Ossendorf, Flughafen Köln-Butzweilerhof, Bergisch Gladbach-Bensberg, Troisdorf-Spich, Siegen, Lüdenscheid, Arnsberg, Werl, Soest, Brakel, Marsberg-Essentho, Bad Arolsen, Cassel et beaucoup d'autres sites plus petits.

## Possessions militaires et zones de travail

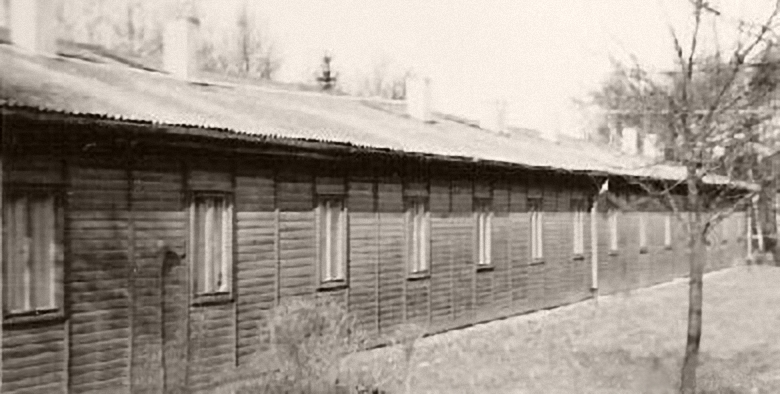
Logement des troupes

Les tâches principale étaient l’approvisionnement, l'offre de logement et la fourniture de biens de consommation. Il en a résulté dans les activités de transport militaires, le maniement, le stockage et le gardiennage du matériel et des munitions, Le maintien et la réparation des véhicules et du matériel, la préparation opérationnelle des véhicules et de l'équipement.
Un autre point et de la mission était la formation des soldats en termes militaires et à leurs usages professionnels.
La caserne avait ses propres voies ferrées, de sorte que le transport pouvait aussi être manipulé par chemin de fer.
La caserne possédait de nombreuses installations qui devaient rendre la vie agréable aux militaires belges et leurs familles : une église, un cinéma, une piscine, un bureau de poste, un magasin, une librairie, un terrain de sport, un court de tennis, une salle de fitness et un étang de pêche. Les militaires de carrière et leurs familles habitaient à Eschweiller et à Stolberg dans leurs propres quartiers en dehors de la caserne. L'enseignement primaire était délivré dans une école belge à Stolberg tandis que l'enseignement secondaire était délivré à l'Athénée royal de Düren dont dépendaient plusieurs écoles fondamentales Aix-la-Chapelle, Stolberg, Düren et Vogelsang.
La construction du camp Eschweiler a débuté fin 1946 dans la forêt d'Eschweiller sur la colline Donnerberg. Il a été renommé plus tard camp Zeebrugge et constitue avec le camp Reine Astrid la seconde caserne belge de la ville Eschweiller. Les premiers militaires belges sont arrivés durant l'été 1947. Le 20 décembre 1956, le camp Zeebrugge a été en partie repris par l'armée allemande nouvellement formée, il existe toujours sous le nom de Donnerberg-Kaserne Eschweiler.
Le premier Corps d'armée belge était une force occupante lors de l'admission de la République fédérale d'Allemagne au sein de l'OTAN en 1955. Son rôle était de protéger le pouvoir. Dans le cadre des forces de l'OTAN, le corridor belge s'étendait sur 270 km de longueur et 190 km de largeur de Aix-la-Chapelle à Cassel.
Volker Rühe, ministre fédéral allemand de la Défense de 1992 à 1998, a présenté personnellement en 1995 le drapeau de la République fédérale d'Allemagne en reconnaissance du travail commun pour la paix et la liberté.

## Utilisation post-militaire

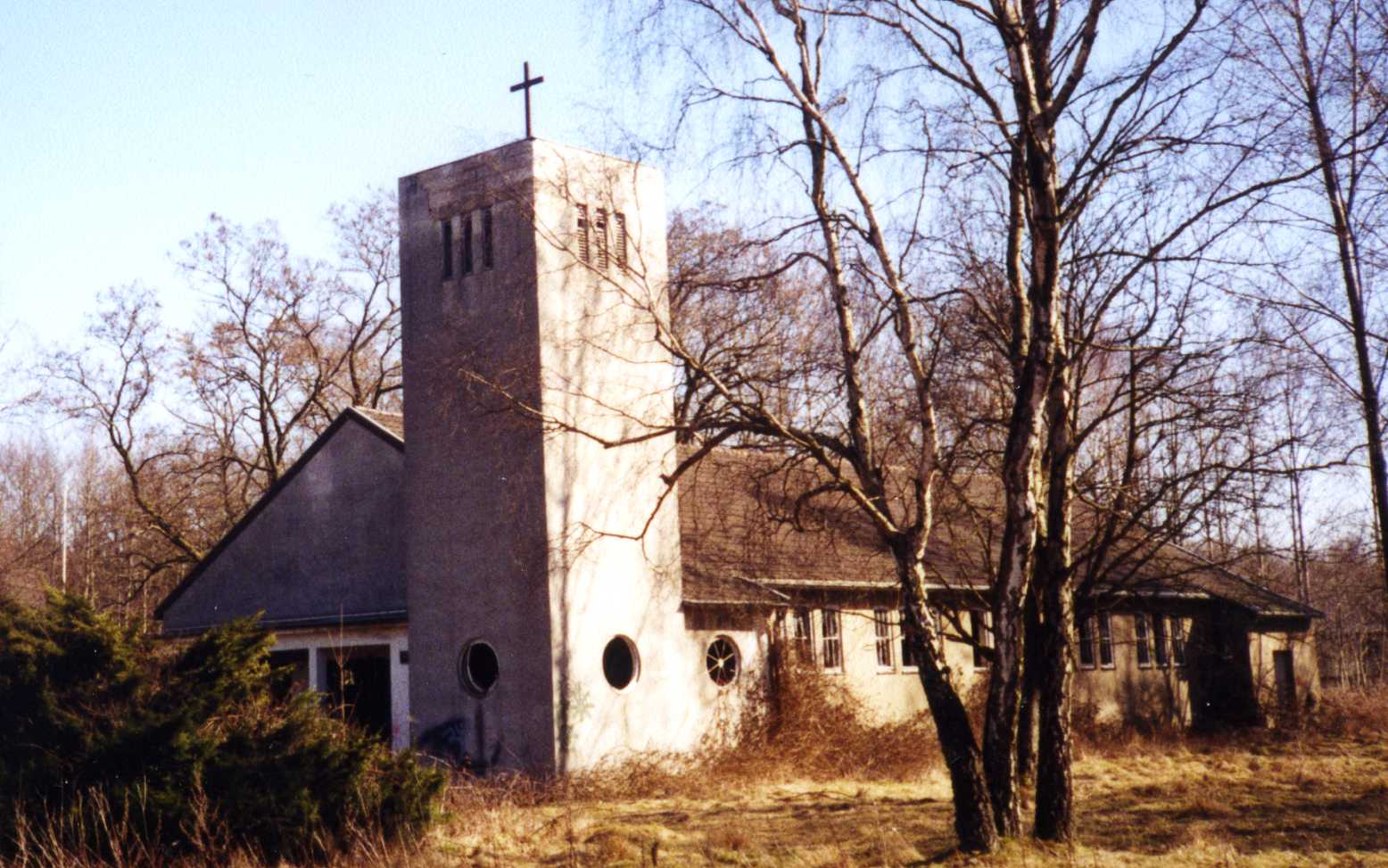
Ancienne église du camp en 2005

Sous l'influence de la Glasnost et la Perestroïka, la chute du mur de Berlin et la fin de la guerre froide une restructuration des forces armées belges a été effectuée. La plupart des institutions belges en Allemagne ont été dissoutes, conduisant au retour en Belgique des militaires belges après 50 ans de présence. Le camp Reine Astrid a été abandonné en 1995 et le terrain a été restitué à la République fédérale d'Allemagne. Le domaine est en friche depuis 1995.
La ville de Stolberg a acquis des actifs fédéraux 32 hectares de la partie sud du site de la caserne (66 ha) afin de mettre en place sur 23 hectares un parc industriel nommé "Camp Astrid". En 2004, les infrastructures du camp militaire ont été démolies laissant une grande partie de la superficie forestière inoccupée. Les zones forestières d'épinettes existantes ont été converties en forêt mixte et replantés sur 5 ha de nouvelles forêts comme une mesure compensatoire. Fin 2006, une nouvelle voie d'accès sud, après la ville de Eschweiler avait assigné un autre morceau de terrain, construit pour traverser un pont sur le tracé de la ligne de chemin de fer entre Cologne et Aix-la-Chapelle. Les premiers terrains pour les bâtiments commerciaux ont été vendus en 2007.
La ville de Eschweiler a voulu recevoir Prosteier Wald pour créer une zone de loisirs et a désigné plusieurs zones d'habitats. Dans la zone de l'ancien dépôt de munitions à Eschweiler sont encore présents des centaines d'anciens bunkers de munitions et des installations de stockage.